# Лондонская школа бизнеса
Не следует путать с Лондонской школой бизнеса и финансов.

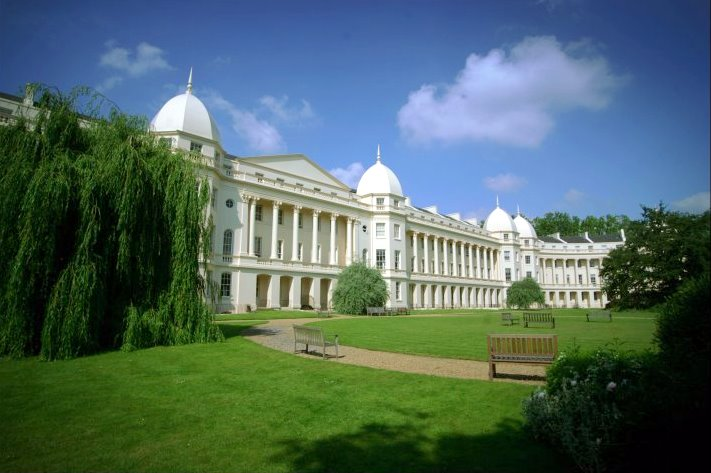
Здание школы

Лондонская школа бизнеса (англ. London Business School, также известна как LBS) — высшее учебное заведение в Лондоне.
Является бизнес школой Лондонского университета, создана в 1964 году. Начиная с выпуска 2010 года выдаёт собственный диплом, до этого периода выдавался диплом Лондонского университета. Школа предлагает полную программу прохождения обучения по программе MBA (Master of Business Administration), а также докторские и многие другие программы повышения и получения образования, включая:
первая в мире программа Masters in Finance (с 1993 года, причем в 2011 году программа MiF была признана Financial Times № 1 в мире), Masters in Management, Executive MBA, Sloan и т. д.
Школа находится на первом месте в списке мировых бизнес-школ, опубликованном в глобальном списке издания Financial Times (Financial Times Global MBA Rankings 2010).
Процесс поступления в London Business School достаточно сложный, таким образом эта школа является одной из наиболее конкурентных в мире. Для поступления необходимо иметь высокий GPA, высокий GMAT, и сильный послужной список, включая международный опыт. Средний GMAT для поступления на программу MBA составляет 701, на программу MiF — 710.
Основные работодатели
- Финансы — Goldman Sachs, J.P. Morgan, UBS, Morgan Stanley, Credit Suisse, BNP Paribas, Barclays, Deutsche Bank.
- Консалтинг — McKinsey & Company, Boston Consulting Group, Booz & Company, Bain & Company.
- Индустрия — Google, American Express, BT, Shell, Johnson & Johnson, Pepsico, BP.

## Глобальный рейтинг MBA
Программа MBA высоко оценивается среди программ по бизнес образованию и всегда находится на наивысших позициях во всех известных ранкингах. В Financial Times London Business School MBA занимает первое место как среди европейских, так и среди глобальных школ. Подробно:
- № 1 согласно Financial Times Global MBA rankings (2010, 2011).
- № 2 в Европе в 2009 QS Global 200 Business Schools Report[2].
- № 3 мире согласно The Wall Street Journal (2007)[3]
- № 5 согласно BusinessWeek (2008);[4]
- № 1 согласно Forbes (2009)[5]
- № 3 в последнем Best Global MBAs, опубликованном CNN Expansion (2010)[6]